# Gelbstirn-Waldsänger
Der Gelbstirn-Waldsänger (Vermivora bachmanii) ist (oder war) ein kleiner Vogel aus der Familie der Waldsänger (Parulidae). Er gilt als ausgestorben. Die letzte Sichtung erfolgte im Jahre 1962 in South Carolina. Die englische Bezeichnung „Bachman’s Warbler“ wählte der Erstbeschreiber John James Audubon nach seinem Freund, dem Naturgelehrten und Priester John Bachman, der den Vogel im Jahre 1832 entdeckte. Audubon selbst hatte den Vogel nie gesehen. Er beschrieb ihn nach einer Darstellung von John Bachman.

## Merkmale

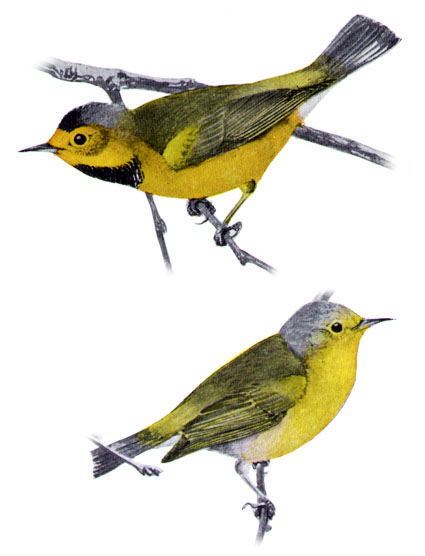
Männchen (oben) und Weibchen

Gelbstirn-Waldsänger hatten eine Körperlänge von etwa 11 Zentimetern. Das Männchen hatte eine gelbe Stirn, eine schwarze Krone und einen grauen Nacken. Der Kinnbereich und die Unterseite waren ebenfalls gelb. Am Brustbereich war das Gefieder schwarz. Das Oberseitengefieder sowie die Flügeldecken trugen eine olivgrüne Farbe. Bei dem Weibchen war die Stirn ebenfalls gelb, jedoch heller als bei dem Männchen. Die Krone und der Nackenbereich waren grau. Das Unterseitengefieder trug eine hellgelbe Farbe, das Oberseitengefieder und die Flügeldecken waren wie bei dem Männchen olivgrün.

## Verbreitung und Aussterben

Früheres Verbreitungsgebiet des Gelbstirn-Waldsängers:
Brutgebiete
Überwinterungsgebiete

Die Gelbstirn-Waldsänger bewohnten die Sümpfe und die Tieflandwälder im Südosten von Nordamerika. Ihr Verschwinden wird hauptsächlich auf die Entwässerung der Sümpfe und die Zerstörung der von ihnen bewohnten Waldgebiete zurückgeführt. 1967 wurde die Spezies offiziell als bedroht unter dem Endangered Species Preservation Act gelistet, nachdem der Vogel seit 1962 nicht mehr beobachtet worden war. In Kuba wurde der Gelbstirn-Waldsänger zuletzt 1981 gesichtet. Seither gab es keine verifizierten Beobachtungen mehr. Am 29. September 2021 schlug der United States Fish and Wildlife Service offiziell vor, den Gelbstirn-Waldsänger aus der Liste der bedrohten Arten herauszunehmen, da er ausgestorben sei.
Zwar kann angenommen werden, dass der Gelbstirn-Waldsänger ausgerottet ist, doch da noch eine geringe Wahrscheinlichkeit besteht, dass einige Exemplare überlebt haben, hat die IUCN die Art 2020 zur Vermeidung des Romeo-Irrtums als „möglicherweise ausgestorben“ eingestuft, führt sie also nicht in der Kategorie „ausgestorben“, sondern in der Kategorie „vom Aussterben bedroht“.